# ACI Prensa
ACI Prensa es una agencia de noticias católica con sede en Lima, Perú. Ofrece información en español sobre la doctrina católica, da a conocer la actuación de la Iglesia católica en el mundo y trata temas de actualidad desde el punto de vista católico. Sus contenidos son distribuidos vía Internet o a través de programas de radio y televisión. ACI Prensa forma parte de EWTN.

## Historia
ACI Prensa fue fundada el 13 de marzo de 1980 por el sacerdote misionero comboniano alemán Adalberto María Mohn († 1987), Su nombre original era Agencia Católica de Informaciones (ACI). Desde 1987 hasta 2022, el director ejecutivo de ACI Prensa fue Alejandro Bermúdez Rosell, un periodista católico peruano exmiembro de la sociedad católica Sodalicio de Vida Cristiana, sociedad de la que fue expulsado por el papa Francisco, y conductor del programa de entrevistas Cara a Cara para el canal católico EWTN. 
Desde 1989, ACI Prensa pertenece a la Federación Internacional de Agencias Católicas (FIAC) y es miembro de la Unión Católica Internacional de la Prensa (UCIP).
En 2004, se creó Catholic News Agency (CNA), una agencia de noticias católica en inglés ubicada en Denver, en los Estados Unidos. Su entonces director, Alejandro Bermúdez, también es director ejecutivo de CNA.
En junio de 2014, el Grupo ACI, del que forman parte ACI Prensa y CNA, anunció su fusión con EWTN, con la que había estado asociada durante muchos años para la creación y distribución de contenido noticioso católico. El actual director editorial de ACI Prensa es Juan Andrés Muñoz.

## Agencias del Grupo ACI
- ACI Prensa, agencia de noticias en español.[1]
- ACI Digital, agencia de noticias en portugués.[1]
- Catholic News Agency (CNA), agencia de noticias en inglés.[1]
- ACI Stampa, agencia de noticias en italiano.[1]
- CNA Deustche Ausgabe, agencia de noticias en alemán.[1]

### Otras iniciativas del grupo ACI
- La Enciclopedia Católica,[1] cuenta con una enciclopedia digital de código abierto llamada ecwiki enfocada a tratar artículos desde el punto católico.[5]